# Hamamelis
- Commons
- Wikispecies

Hamamelis, L., dá pelos nomes comuns de hamamele, hamamélis e hamamélide. É nativa do Canadá e do Leste dos EUA e hoje em dia cultivada também na Europa, como por exemplo a hamamélis da China (Hamamelis mollis). 
A espécie que vamos explorar, Hamamelis virginiana L., é uma planta medicinal amplamente utilizada em hemorróidas, bem como para problemas dermatológicos, como acne, queimaduras solares, eczmas atópicos, cicatrização de feridas pelos seus efeitos anti-inflamatórios. Além disso o destilado desta planta é bastante utilizado em cosméticos (loção para a pele, creme nutritivo). Esta planta é de grande importante devido aos seus compostos fenólicos e por isso tem-se um grande interesse na área. 
A Hamamelis tem sido usada há muito tempo na medicina tradicional, pois os nativos americanos aplicavam cataplasmas das folhas e cascas da planta como uma “cura” para hemorróidas, feridas, picadas de insetos, úlceras, distúrbios gastrointestinais e condições inflamatórias da pele. Além dos cataplasmas, os curandeiros usavam uma infusões de hamamelis em queimaduras, furúnculos e feridas.  
No século XIX, todos esses usos tradicionais foram adotados e, nos Estados Unidos a hammelis foi aprovada para o alívio dos sintomas de hemorróidas como analgésico e protetor de pele. 
Hoje, a Hamamelis virginiana forma a base de materiais vegetais para preparações farmacêuticas na medicina herbal moderna e é altamente valorizada pelas suas propriedades curativas.

## Espécies
- Hamamelis japonica
- Hamamelis mollis
- Hamamelis ovalis
- Hamamelis vernalis
- Hamamelis virginiana
- Lista completa

## Composição fitoquímica
Ao longo do tempo, os compostos químicos presentes nessa planta são alvo de estudo por apresentarem ativos com importância farmacológica. 
Compostos fenólicos: Apresentam pelo menos um fenol e nesse grupo estão presentes os taninos e os flavonoides. Dessa forma, esses grupos chamam atenção por atuarem como antioxidantes, antibacterianos, antialérgicos, anti-hipertensivos, anti-inflamatórios e anti-cancerígenos, conforme tratado abaixo.
TANINOS: Se tratam de metabolitos secundarios e principal mecanismo de ação que é alvo de estudos é a sua capacidade de formação de complexos e assim precipitar proteínas das células de superfície e mucosas em determinadas condições de pH, temperatura, solvente, tempo e peso, assim desenvolvendo “revestimentos de proteção”, atuando como um ótimo antimicrobiano. Ademais, eles podem diminuir a sensibilidade da pele, favorecendo seu uso também para tratamento de queimaduras.
FLAVONOIDES: Estão presentes nas folhas, caule e raizes da planta e são conhecidos como “pigmentos dos vegetais”,  por sua coloração possibilitar a diferenciação de partes dessas plantas, porque possuem participação nas cores das estruturas como frutas, flores e folhas. Esses compostos podem atuar como calmantes, antioxidantes, anti-radicalares, antivirais, anticancerígenos, anti-inflamatórias. Dessa formas, podem ser grandes aliados no anti-envelhecimento. Ademais, eles atuam tornando propício o efeito vitamínico P, impactando na circulação sanguínea e desenvolvendo uma ação flebotónica, vasoprotetora e capilarotrópica, já que atuam na diminuição do fluxo do gradiente capilar. Desse modo, essa propriedade pode ser importante no tratamento de hemorróidas e varizes.

## Aplicações farmacológicas
1) Dermatologia
Extratos de casca de hamamelis, galhos e folhas são usados como componentes de produtos para cuidados com a pele e para o tratamento de queimaduras solares, pele irritada, eczema atópico e para promover a cicatrização de feridas através dos efeitos anti-inflamatórios. As proantocianidinas poliméricas agem como estimulantes de proliferação para as células da pele, levando provavelmente a um crescimento celular melhorado 
2) Propriedades anti-inflamatórias
O extrato derivado de H. virginiana demonstrou propriedades anti-inflamatórias que promovem a cicatrização de lesões cutâneas, possivelmente pela modulação da função das citocinas e proliferação de células queratinócitas ou endoteliais. O extrato de H. virginiana possui boas propriedades de eliminação contra os radicais livres, como aqueles produzidos pelo ânion superóxido ou NaOCl.
3) Atividade antiviral
Devido à capacidade dos taninos complexarem fortemente com proteínas e outras macromoléculas, pensa-se que estes exercem as suas propriedades antivirais, principalmente interagindo com estruturas na superfície de partículas de vírus e células hospedeiras, resultando em um impedimento à conexão e/ou penetração do vírus.
4) Atividade citotóxica contra as células do cancro
A espécie de Hamamelis é fortemente associada a propriedades anti-inflamatórias e à proteção contra o cancro de cólon, devido ao hamamelitanino, com propriedades anti-TNF e atividade de sequestração de espécies reativas de oxigénio.
5) Atividade antibacteriana
A presença de taninos na H. virginiana é crucial para a sua ação antissética, ao modificar o metabolismo microbiano, atuando sobre as membranas celulares microbianas, inibindo as enzimas microbianas e/ou complexando com os substratos dessas enzimas, ou provocando um decréscimo de íons essenciais ao metabolismo microbiano, formando um invólucro protetor sobre a pele ou mucosa danificada.
6) Insuficiência venosa (Hemorroidas e varizes)
A Hamamelis virginiana é suficiente para acalmar os sintomas menores de inflamação aguda e esse efeito é atribuído à presença de taninos na planta.O extrato de hamamelis mostrou in vivo inibir a alfa-glicosidase e a elastase de leucócitos humanos, enzimas que contribuem para a degradação do tecido conjuntivo. Hamamelis tem um papel vasoprotetor nas hemorroidas e é usada em tratamentos tópicos na crise hemorroidária, na forma de creme retal (aplicação no ânus e no reto) e supositórios.
7) Ação anti-obesidade
Em relação aos possíveis mecanismos implicados nos efeitos anti-obesidade dos polifenóis, estudos in vitro demonstraram que eles poderiam atuar como inibidores da diferenciação de adipócitos, lipogênese ou absorção intestinal de lipídios, bem como indutores de oxidação de ácidos gordos. Além disso, os efeitos dos polifenóis na lipogênese, na absorção lipídica e na homeostase energética foram validados in vivo. Outro mecanismo que poderia explicar as suas propriedades de anti-obesidade é a atenuação das alterações inflamatória.
8) Atividade antioxidante
O hamamelitanino, demonstrou ter uma forte capacidade para eliminar ONOO  ̅. Foi sugerido que o hamamelitanino possa ser desenvolvido como um removedor efetivo de peroxinitrito para a prevenção de doenças que envolvam este radical, uma vez que possui fortes atividades de remoção de radicais anião-superóxido e peroxil em diferentes patologias e danos biológicos.

## Classificação taxonómica e características morfológicas
A família Hamamelidaceae inclui  31 gêneros e mais de 140 espécies com ampla distribuição geográfica. O género Hamamelis inclui seis espécies, duas das quais são nativas da América do Nortee as outras do Leste da Ásia.
O nome do género Hamamelis é uma combinação das palavras gregas “hama” que significa “ao mesmo tempo” e “melon” que significa “maçã ou fruta” e está relacionada ao desenvolvimento simultâneo de frutas e flores neste arbusto.
Hamamelis virginiana é também conhecida por hamamélis, “witch hazel” ou aveleira-de-bruxa e é uma espécie da família Hamamelidaceae. Esta espécie é um arbusto ou uma árvore de folha caduca, de 8-13 metros de altura, e floresce entre setembro a dezembro quando as folhas caem.
Os caule é múltiplo, tortos, com ramos e galhos em zigue-zague, com copa irregular. As folhas são decíduas, irregulares, elípticas, onduladas na bordas e amareladas no outono. O fruto é uma cápsula de dois bicos, contendo duas sementes pretas brilhantes, que se tornam lenhosas com a idade e amadurecem para castanho claro. As flores são bissexuais e pendem em grupos de 3, todas as pétalas são amarelas brilhantes e possuem 4 pétalas com comprimento de 1x20 mm. As pétalas de H. virginiana são amarelo-limão, e às vezes podendo ser bastante pálidas.
H. virginiana é facilmente cultivada em solo de sombra parcial a média. Esta espécie prefere solos úmidos e ácidos ricos em matéria orgânica, mas também tolera solos argilosos pesados. H. virginiana tem uma separação temporal existente entre a polinização e fertilização, com a migração do pólen e algum crescimento do tubo polínico ocorrendo  durante o período de floração no outono, mas a fertilização não ocorre até a primavera seguinte, quando novas folhas são produzidas. 
Filogeneticamente, Hamamelis virginiana está intimamente relacionada com Hamamelis ovalis que tem folhas pequenas, pétalas amarelas em vez de vermelhas, flores inodoras e finalmente sazonais (em   H. ovalis do final de dezembro ao início de fevereiro, geralmente de setembro a dezembro em H. virginiana).